# Selenek kadmu
Selenek kadmu, CdSe – nieorganiczny związek chemiczny z grupy selenków, sól kwasu selenowodorowego i kadmu na II stopniu utlenienia.
Selenek kadmu jest czuły na promieniowanie elektromagnetyczne, którego maksimum przypada na długość fali przy 730 nm (światło podczerwone), przez co jako materiał jest stosowany do produkcji fotorezystorów, transoptorów, fototranzystorów, elementów optoelektronicznych, detektorów promieniowania podczerwonego, sensorów optycznych, ogniw fotowoltaicznych.
Pokrewnymi substancjami są tzw. selenosiarczki kadmu, będące roztworami stałymi Cd(S
1−xSe
x), które wraz ze wzrostem zawartości atomów selenu mają barwę od żółtej (czystego siarczku kadmu, żółcieni kadmowej), przez pomarańczową (oranże kadmowe), po czerwoną i ciemnoczerwoną (czerwienie kadmowe). Stosowane są one jako pigmenty m.in. do tworzyw sztucznych, farb, tuszów, czy emalii.